# Жупановский лиман
Жупановский лиман — мелководный лиман (озеро лагунного типа), расположенный на восточном побережье полуострова Камчатка. Административно относится к Елизовскому району Камчатского края России.
Акватория лимана входит в состав одноимённого биологического заказника краевого значения, организованного в 1993 году с целью охраны скоплений водоплавающих птиц.

## Гидрография
Лиман образовался в месте впадения реки Жупанова в Кроноцкий залив. Площадь водоёма 24,1 км². Глубина в период отлива составляет менее 1 м. В северной части лимана расположен остров Сахалин.
Северный берег лимана, куда впадает река Жупанова, представляет собой заболоченную низменность с множеством озёр и проток. С западной стороны крутые горные склоны поднимаются до высоты 455 м. Невысокая (до 100 м) гряда сопок, поросшая каменноберёзовым лесом, отделяет лиман от моря.
Несколько небольших речек и ручьёв впадает в лиман в северо-западной, западной и южной части. В воде повсеместно встречаются обширные заросли водорослей.
Средняя температура самого тёплого месяца (августа) составляет +13,5 °C, самого холодного (февраля) −8,5 °C. Годовая сумма осадков около 1400 мм.

## Фауна
Осенью лиман является местом остановки во время миграции на отдых и кормёжку белолобых гусей, гуменников, тихоокеанских чёрных казарок и множества уток — в основном шилохвостей и чирков-свистунков. На берегах гнездятся белоплечий орлан и сапсан. Также встречаются: скопа, орлан-белохвост, кречет и дальневосточный кроншнеп.